# هولتسميندن
هولتسميندن (بالألمانية: Holzminden) هي بلدة ألمانية تقع في ألمانيا في سكسونيا السفلى.  يقدر عدد سكانها بـ 23,502 نسمة .

## أعلام
- كريستيان ماير
- هانس ماير
- يورغن ويبر
- نيكولاس كيفر
- هينريتش غريم